# Jože Šerjak
Jože Šerjak, slovenski pesnik, Salezijanec,  * 8. junij 1918, Trata pri Velesovem, † 1945, Teharje.

## Življenje
Rodil se je kot zadnji od štirih otrok v kmečki družini na Trati pri Velesovem kmetu Janezu in kmetici Katarini, rojeni Maček. Tri tedne pred rojstvom mu je nenadoma in nepričakovano umrl oče. Tako je imela na njegovo vzgojo in živjenjsko usmeritev velik vpliv dobra mati. Osnovno šolo (1925-29) je obiskoval v Velesovem. Na pobudo domačega župnika Bešarja je nato odšel na klasično gimnazijo v Ljubljano, ta čas je stanoval v dijaškem domu Marijanišče. Ker po dveh letih (1929-31) ni bilo več mogoče plačevati mesečnine v zavodu, se je moral vrniti domov in se oprijeti dela na kmetiji. Ker si je zelo želel, da bi lahko študiral naprej, je doma veliko trpel. Takrat je s pomočjo sestre, ki je postala usmiljenka, zvedel za Salezijance in za možnost, da gimnazijo obiskujejo že starejši.
Jeseni 1933 je nadaljeval šolanje pri Salezijancij v Veržeju. Vzporedno je delal izpite na gimnaziji v Mariboru. Čeprav je bil že starejši, se je vključil v skupino, sodeloval v zavodskem orkestru, kjer je igral violino in pripravljal predavanja na raznih akademijah. Po končani peti gimnaziji je avgusta 1937 vstopil v noviciat na Radni pri Sevnici in naslednje leto postal salezijanec. Višjo gimnazijo je delal na Radni. Ker se je leta 1940 preselil k Salezijancem na Rakovnik pri Ljubljani, je osmi razred opravil na ljubljanski klasični gimnaziji. Po gimnaziji je najprej študiral slavistiko na filozofski fakulteti, vendar se je leta 1943 prepisal na teološko fakulteto. Leta 1944 je bil mobiliziran. Za nekaj časa so ga poslali na domobransko postojanko v Šmarju, nato pa so ga premestil na domobransko postojanko na Pijavi Gorici. Obe postojanki sta v neposredni bližini Gorenjega Blata, rojstne vasi njegovega očeta Janeza. Ob koncu vojne se je maja 1945 z domobransko vojsko umikal na Koroško, od koder je bil iz Vetrinja vrnjen in nato ubit v enem od množičnih morišč. Zadnjič so ga videli v taborišču Teharje.

## Delo
Že doma, posebej pa še v času šolanja, je pokazal izredne ustvarjalne talente. Nekaj tega je prinesel iz družine, s študijem in izpopolnjevanjem je te talente razvijal. Verjetno je pisal že na Radni, po prihodu v Ljubljano leta 1940 pa se je zelo dejavno vključil v glasilo salezijanskih študentov Naše delo, postal sodelavec verskih listov in pripravljal marijanske ter druge akademije. Imel je velike načrte, a mu jih je uspelo uresničiti le nekaj. Njegove pesmi so bile mnogim tako všeč, da so se jih naučili na pamet in jih ponavljali kot molitev. To je veljalo na poseben način za njegovo pesem "Molitev". V sonetnem vencu "Mami v lep spomin" je izlil svojo ljubezen do domače grude, do matere in vseh svojih domačih ter izpovedal željo, da bi postal duhovnik. Zaslutil je tudi bližnji konec.
Sonetni venec sploh predstavlja osnovo za poznavanje njegove duševnosti in odnosa do okolice, je mejnik v njegovem življenju, ko se je njegova življenja pomlad prelila v poletje. Z nasilno smrtjo so zamrli veliki načrti, ki jih je imel za prihodnje delo. Želel je napisati roman o starodavnem romarskem kraju in samostanu Velesovo, pisati za mladino, postati zavzet duhovnik.

## Objave
Knjižna izdaja:
- Zlate zgodbice, 1944

Posamezna besedila:
- Pot, resnica in življenje, Bogoljub april 1944, str. 59
- Naše delo, 1940-1944
- Salezijanski vestnik, 1940-1944
- Romarji s Kureščka, Slovensko domobranstvo, december 1944, št. 11, str. 12